# حمض ليسرجيك
حمض اليسرجيك (بالإنجليزية: Lysergic acid)‏ يُعرف أيضًا باسم حمض دي-ليسرجيك و (+) - حمض الليسرجيك، هو مقدمة لمجموعة واسعة من أشباه القلويات من مادة الإرغولين التي تنتج من فطر الإرغوت، وتتواجد في بذور نبات الكوريمبوسا إيبومويا، يعتبر من أنواع الآرغرية العصبية أو ماتسمى نبات الفيل الزاحف، أو الألوان الثلاثة، أو ما يسمى (مثل نبات مجد الصباح)، و أميدات حمض الليسرجيك، التي تسمى ليسرجاميدات، تستخدم في نطاق واسع ضمن الأدوية المؤثرة عقلياً، أو ضمن ثنائي إيثيل أميد حمض الليسرجيك. اتخذ اسم حمض الليسرجيك اسمه لأنه كان نتاج تحلل اشباة قلويات مختلفة من نبات  فطر الإيرغوت.